# توماس استراکوشا
توماس استراکوشا (انگلیسی: Thomas Strakosha؛ زادهٔ ۱۹ مارس ۱۹۹۵ ‏(۲۹ سال) دروازه‌بان تیم ملی فوتبال آلبانی می‌باشد.